# Deslizamientos de tierra en Wayanad de 2024
Los deslizamientos de tierra de Wayanad de 2024 fueron una serie de deslizamientos que ocurrieron cerca de Punjirimattom, Mundakkai, Chooralmala y las aldeas de Vellarimala en el Panchayat de Meppadi, taluk de Vythiri en el distrito de Wayanad, Kerala, India, en las primeras horas del 30 de julio de 2024. Estos deslizamientos fueron causados por las intensas lluvias torrenciales, lo que provocó el colapso de las laderas, enviando torrentes de lodo, agua y rocas hacia las áreas afectadas. El desastre fue uno de los más mortales en la historia de Kerala, con informes de más de 420 muertes, 397 heridos y más de 118 personas aún desaparecidas. Los deslizamientos fueron considerados como uno de los eventos meteorológicos más mortales ocurridos en India en las últimas décadas.

## Antecedentes
Wayanad, un distrito montañoso en la cordillera de los Ghats occidentales, es propenso a deslizamientos de tierra durante la temporada de monzones. Debido a las fuertes lluvias en la zona, los residentes de las áreas de Punjrimattom, Attamala y Mundakkai fueron trasladados por las autoridades locales a campamentos de socorro el 29 de junio. A pesar de una alerta emitida por la administración del distrito, muchos residentes del área de Chooramala se quedaron en sus casas, ya que no estaba marcada como una zona propensa a deslizamientos de tierra. Se registró una estimación de 22,5 plg (571,5 mm) de lluvia en los dos días previos al desastre.
Un estudio de 2022 publicado en el International Journal of Environmental Research and Public Health sobre la deforestación en el distrito de Wayanad mostró que el 62% de la cobertura vegetal en el distrito desapareció entre 1950 y 2018, mientras que la cobertura de plantación de té aumentó alrededor del 1800%, dejando menos bosque para mantener estables las colinas de barro. Además, las regiones montañosas de Kerala tienen pendientes de más de 20 grados; estos dos factores pueden contribuir al aumento del riesgo de inundaciones repentinas durante las fuertes lluvias. Según el Servicio Geológico de India, un total de 19,301 km² (7,5 mi²), o el 49.7% del área total de Kerala, se encuentra dentro de áreas propensas a deslizamientos de tierra.

## Incidente
Se considera que el deslizamiento de tierra se originó en la aldea de Punjirimattom en Wayanad. El primer deslizamiento de tierra golpeó la aldea de Mundakkai en Meppadi Grama Panchayat alrededor de la 01:00 IST, barriendo con toda la aldea, seguido por un segundo deslizamiento al norte, en la cercana Chooralmala, alrededor de las 04:10. El segundo deslizamiento desvió el río Iruvazhinji, provocando inundaciones repentinas y arrasando la aldea de Chooralmala. Aproximadamente 400 familias quedaron varadas en Mundakkai y Attamala tras el colapso del único puente que conectaba los asentamientos con Chooramala. En total, seis aldeas, a saber, Punjirimattom, Meppadi, Mundakkai, Attamala, Chooralmala y Kunhome, se vieron afectadas por los deslizamientos de tierra.
Los deslizamientos de tierra mataron a 385 personas e hirieron a más de 273, convirtiéndose en los deslizamientos de tierra más mortales en la historia de Kerala; la mayoría de las víctimas eran trabajadores en plantaciones de té y cardamomo ubicadas en la región y probablemente estaban dormidos en sus tiendas improvisadas cuando ocurrieron los deslizamientos de tierra. Otras 180 personas quedaron sin contabilizar. En Chooralmala, los sobrevivientes lamentaron la pérdida de sus compañeros aldeanos, con un aldeano afirmando que hasta el 90% de las personas que conocía en la aldea habían perecido. Agua fangosa y escombros fluyeron y se fusionaron con el río Chaliyar, del cual se encontraron más de 200 cuerpos.

## Operación de rescate

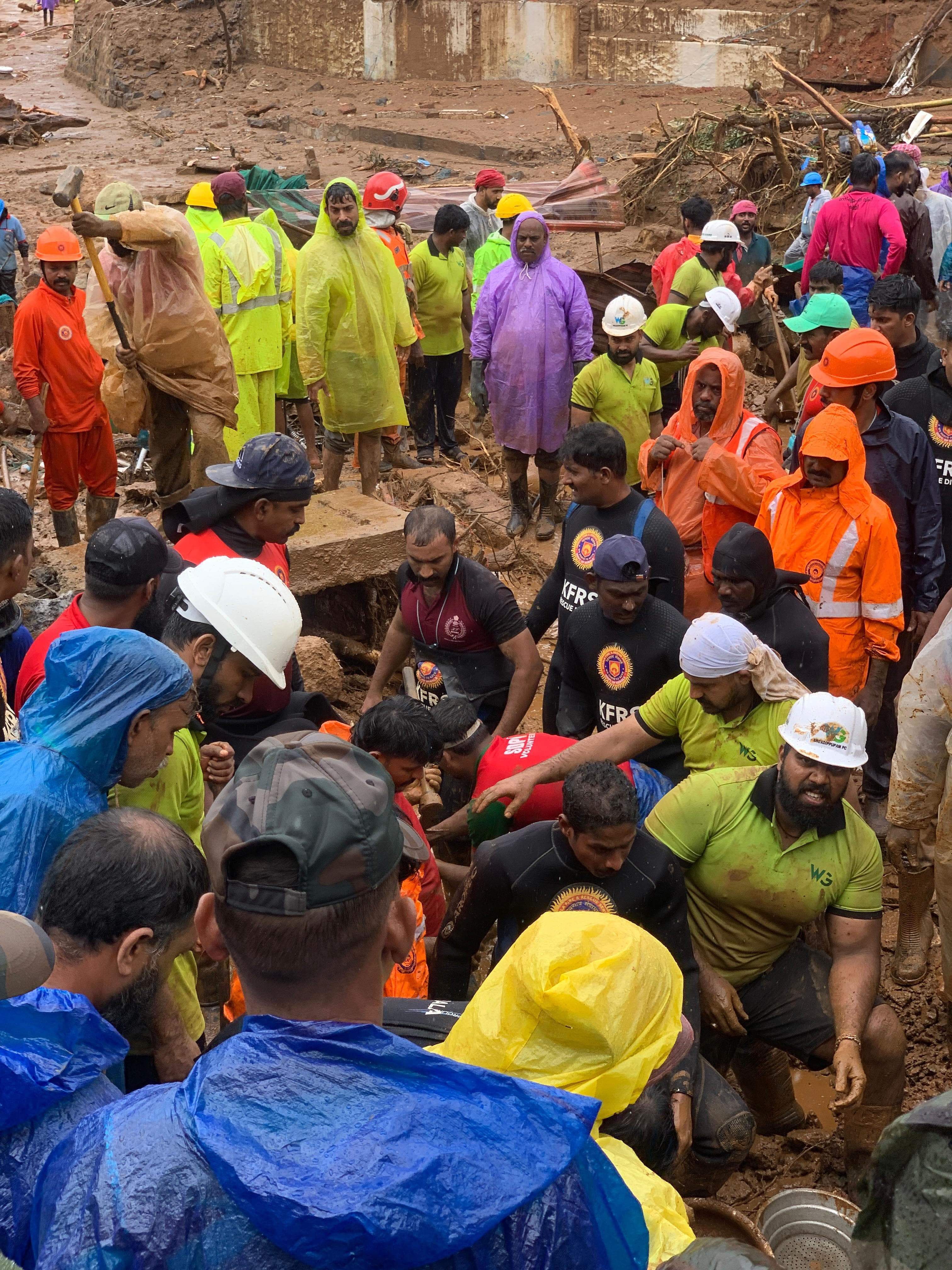
Operación de rescate en el lugar del deslizamiento de tierra de Wayanad.

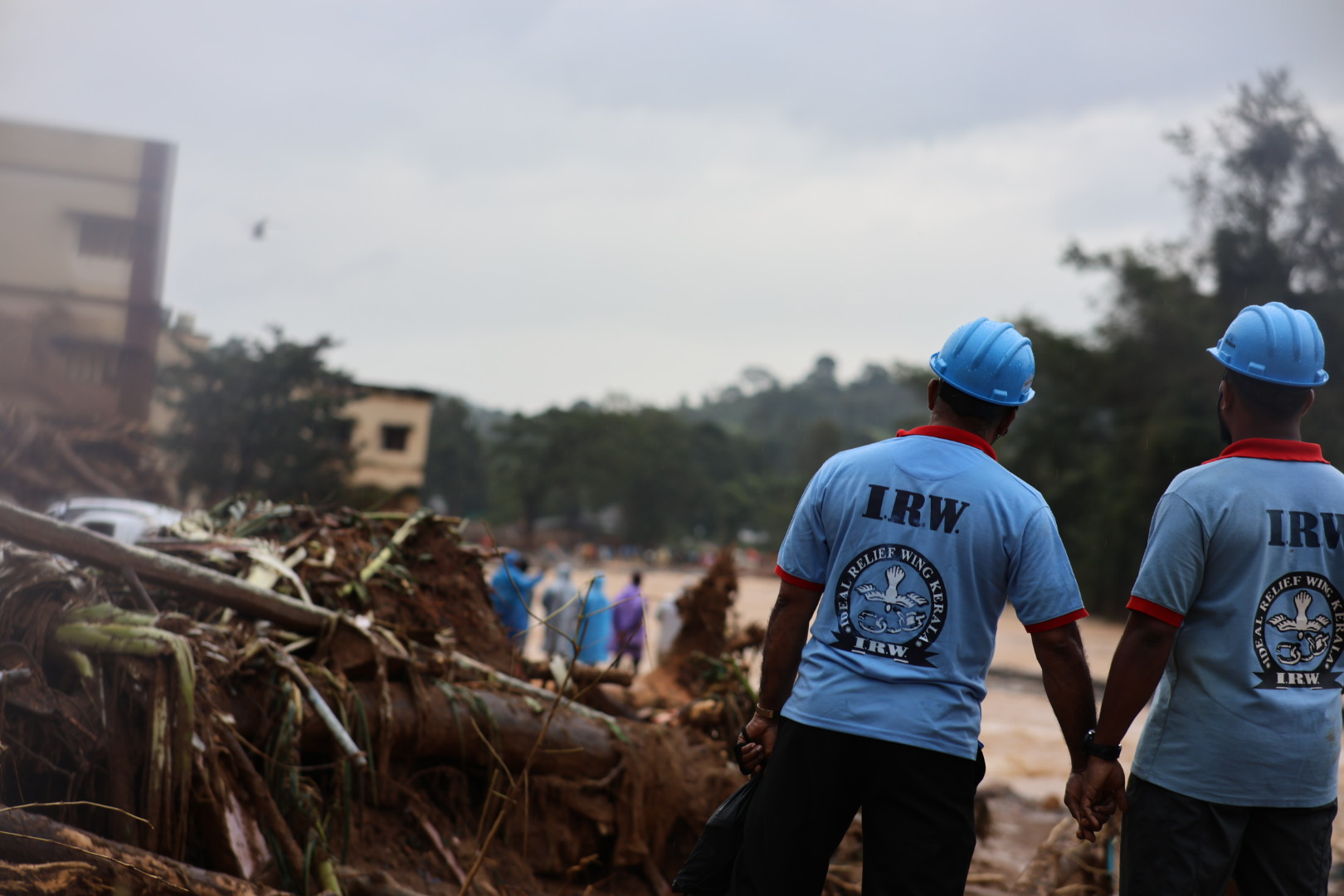
Rescate en marcha en Chooralmala.

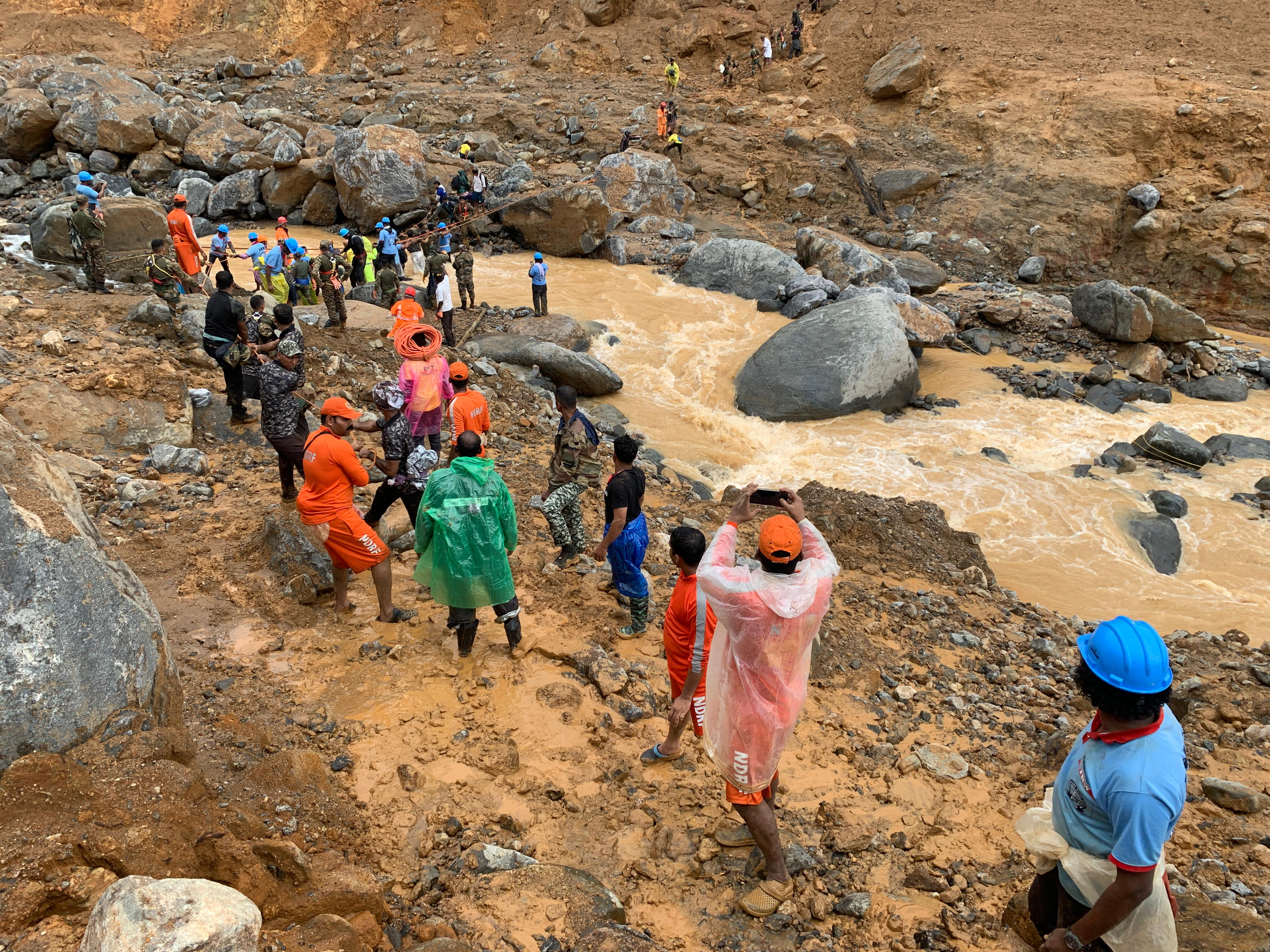
Trabajadores de rescate en la zona afectada por el deslizamiento de tierra.

Equipos de rescate estatales y nacionales fueron desplegados de inmediato para llevar a cabo operaciones de rescate, pero se vieron obstaculizados por las fuertes corrientes del río y las intensas lluvias. El Ejército de la India envió más de 200 personas a la zona para ayudar en las operaciones de búsqueda y rescate. Los hospitales locales trataron a más de 518 personas, incluidas más de 273 heridas; más de 4,000 personas fueron rescatadas y más de 10,000 fueron enviadas a 93 campamentos de socorro en Wayanad. Se cerraron escuelas y universidades en 10 de los 14 distritos. La Autoridad Estatal de Gestión de Desastres de Kerala, los Servicios de Bomberos y Rescate de Kerala y la policía de Kerala, junto con la Fuerza Aérea India, la Armada India, el Cuerpo de Seguridad de Defensa (DSC), la Fuerza Nacional de Respuesta a Desastres (NDRF) y voluntarios participaron en las operaciones de rescate.
El 30 de julio, el mal tiempo con fuertes lluvias y deslizamientos de tierra dificultaron los esfuerzos de rescate. Según el comandante de la NDRF, Akhilesh Kumar, las operaciones de rescate se detuvieron durante la noche debido a las fuertes lluvias y la amenaza de nuevos deslizamientos de tierra en la zona. Se desplegaron seiscientos equipos de la NDRF además de más de cincuenta equipos del Ejército, la Armada, la Fuerza Aérea y la guardia costera para participar en las operaciones de socorro.
El 31 de julio, unos 1,500 miembros de las Fuerzas Armadas de la India fueron desplegados en la zona. El Ejército estableció un centro de mando y control en el distrito de Kozhikode para coordinar la asistencia humanitaria y los esfuerzos de socorro en desastres. También se enviaron equipos de cruce de ríos de la Armada.
El 1 de agosto, un puente Bailey temporal de 190 pies (57,9 m) fue construido por 144 soldados del Grupo de Ingenieros del Ejército de la Madras Engineer Group para conectar la aldea de Chooralmala con Mundakkai sobre el río Iruvanipzha en un plazo de 31 horas. El gobierno de Kerala estableció 45 campamentos de socorro en el distrito de Wayanad, acomodando a más de 4,000 personas. El departamento de salud del estado también estableció una sala de control para asistencia en caso de emergencia. La ministra de salud de Kerala, Veena George, dijo que al menos 1,500 personas de rescate fueron desplegadas, incluidos cirujanos forenses.
El 2 de agosto, la Fuerza Aérea de la India desplegó aviones C-130 y drones desde la base aérea de Hindon en Ghaziabad, así como un equipo especializado en evacuación subterránea y monitoreo de rescates. Cuarenta equipos de personal de rescate fueron divididos en seis zonas: Attamala y Aaranmala; Mundakkai; Punjirimattom; Vellarmala Village Road; GVHSS Vellarmala; y el área aguas abajo del río Chaliyar. Ocho estaciones de policía a lo largo del río Chaliyar también participaron en los esfuerzos de rescate con nadadores expertos regionales. Durante la operación de rescate en la aldea de Mundakkai, radares avanzados detectaron señales de respiración bajo el suelo; sin embargo, por la tarde se determinó que probablemente pertenecían a animales en lugar de personas atrapadas.
El 3 de agosto, las operaciones de rescate se reanudaron utilizando equipos de radar avanzados y equipos caninos para detectar víctimas enterradas. Las autoridades informaron que se habían completado 341 autopsias y se habían identificado 148 cuerpos. La construcción del puente Bailey de 190 pies de largo por el Ejército de la India facilitó el movimiento de maquinaria pesada y ambulancias. Se realizó una evaluación aérea de las áreas afectadas por el Mariscal del Aire B. Manikantan y el Comandante de la Estación del Ejército M. P. Salil para evaluar los daños y llevar a cabo las operaciones de rescate de manera efectiva.
El 4 de agosto, el número de rescatistas de diversas fuerzas, incluyendo la NDRF, escuadrones de perros K-9, Ejército, grupo de operaciones especiales, Madras Engineering Group, Policía, Departamento de Bomberos, Departamento Forestal, Marina y Guardia Costera, se incrementó a 1.300 para ser desplegados en las áreas afectadas por el desastre en Wayanad. Se desplegaron radares avanzados, drones y maquinaria pesada, incluidos excavadoras y grúas, para encontrar supervivientes o restos enterrados. El perro K9 'Storm' de la Policía de Odisha, conocido por sus habilidades para olfatear en condiciones difíciles y su historial probado, también participó en la operación de rescate.
El 5 de agosto, la búsqueda de personas desaparecidas entró en el séptimo día con la reanudación de las operaciones en el río Chaliyar, que fluye a través de Malappuram, Kozhikode y Wayanad, por parte del Ejército, la marina, el departamento forestal, la NDRF y el personal policial. También comenzó el proceso de recolección de muestras de ADN de las personas que buscan a sus familiares desaparecidos, para compararlas con los cuerpos no identificados. Se impuso una restricción en el puente Bailey que conecta Chooralmala y Mundakkai, permitiendo el uso del puente solo a 1.500 rescatistas durante el día.
El Ministro del Interior de India Amit Shah informó al Parlamento de la India que se emitieron cuatro advertencias tempranas al gobierno de Kerala entre el 23 y el 26 de julio indicando posibles lluvias de más de 20 cm (7,9 plg) en y alrededor del área. El Jefe de ministro de Kerala respondió afirmando que la alerta roja para Wayanad solo se emitió después del desastre y que solo se dio un pronóstico de baja probabilidad de deslizamientos de tierra para Wayanad el 30 y 31 de julio por parte de las agencias centrales.
El gobierno estatal de Kerala emitió una orden a las instituciones científicas y tecnológicas prohibiendo a los científicos visitar el sitio o discutir los deslizamientos de tierra o sus posibles causas. Dijo que se requeriría la aprobación previa de la Autoridad de Gestión de Desastres del Estado de Kerala antes de comenzar cualquier investigación en una región afectada por un desastre. Horas después, la orden de censura fue retirada incondicionalmente.

## Reacciones

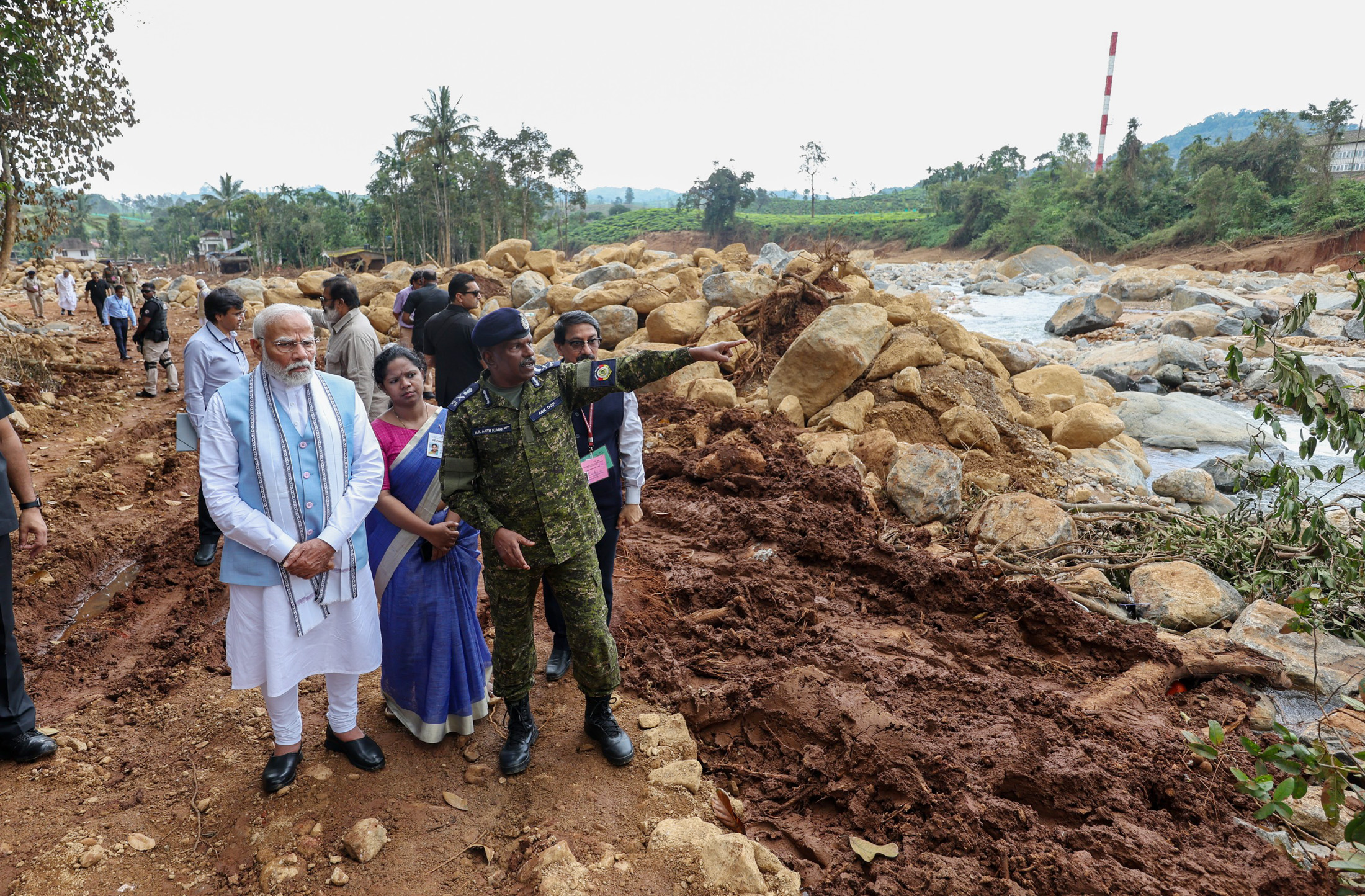
El primer ministro indio, Narendra Modi, en la región afectada por el deslizamiento de tierra.

### Nacionales
El Primer Ministro Narendra Modi anunció pagos de ₹2 lakh ($2,400) a los familiares de los fallecidos y  ₹50,000 ($600) a cada uno de los heridos. El Ministro Principal de Tamil Nadu, M. K. Stalin, habló con Vijayan sobre los deslizamientos de tierra. El gobierno de Tamil Nadu ofreció ₹5 crore para las operaciones de socorro y envió equipos médicos y de rescate.Rahul Gandhi, líder de la oposición en la Lok Sabha y exmiembro del Parlamento por la circunscripción de Wayanad y su hermana Priyanka Gandhi estaban inicialmente programados para visitar Wayanad el 31 de julio, pero la visita se pospuso al día siguiente debido a lluvias intensas y mal tiempo. En una conferencia de prensa en Wayanad más tarde ese día, dijo que el Congreso Nacional Indio construiría 100 viviendas en las áreas afectadas. El Jefe de Ministro de Karnataka, Siddaramaiah, aseguró al gobierno de Kerala que el estado construiría 100 viviendas para los afectados por los deslizamientos de tierra.

### Internacional
Las condolencias llegaron del presidente de Estados Unidos. Joe Biden, del portavoz del Ministerio de Relaciones Exteriores de China Lin Jian así como del Primer Ministro chino Li Qiang y del presidente ruso Vladímir Putin. El ministerio de relaciones exteriores de Turquía extendió sus condolencias y simpatías al pueblo de India, al igual que el presidente de Maldivas Mohamed Muizzu, el alto comisionado australiano en India Philip Green, el embajador israelí en India Naor Gilon, el embajador francés en India Thierry Mathou, el embajador de Irán en India Denis Alipov, el ministro de Relaciones Exteriores de Armenia Ararat Mirzoyan, el presidente de los EAU Sheikh Mohamed bin Zayed Al Nahyan, la Embajada de Arabia Saudita en India, el Primer Ministro de Bután Tshering Tobga,  y el Ministerio de Relaciones Exteriores (Letonia).  El Reino de Jordania, el Reino de Baréin, el ministerio de relaciones exteriores de Egipto, el ministro de relaciones exteriores de los Países Bajos y el oficina federal de asuntos exteriores de Alemania expresaron su solidaridad con India. 